# Air Tractor AT-602
Air Tractor AT-602 je zemědělský letoun vyráběný americkou společností Air Tractor Inc., jehož prototyp vzlétl 1. prosince 1995. Jde o dolnoplošník s pevným záďovým podvozkem, s nádrží na rozprašované látky umístěnou mezi protipožární přepážkou motoru a kokpitem. Firmou byl navržen aby pokryl mezeru mezi jejími letouny série AT-500 s kapacitou nádrže 500 amerických galonů (~ 1 900 l) a typem AT-802 s kapacitou 810 galonů (~ 3 000 l).

## Uživatelé
Austrálie
Dunn Aviation (Western Australia) – 2 × AT-602
Mongolsko
Thomas Air LLC (Mongolia) – AT-602

## Specifikace
Údaje podle

### Technické údaje
- Osádka: 1 (pilot)
- Kapacita: 603 amerických galonů (2 385 l) chemikálie
- Délka: 10,41 m (34 stop a 2 palce)
- Rozpětí: 17,07 m (56 stop)
- Výška: 3,38 m (11 stop a 1 palec)
- Nosná plocha: 31,22 m² (336 čtverečních stop)
- Štíhlost křídla: 9,3:1
- Prázdná hmotnost: 2 540 kg (5 600 liber)
- Vzletová hmotnost: 5 670 kg (12 500 lb)
- Pohonná jednotka: 1 × turbovrtulový motor Pratt & Whitney Canada PT6A-60AG
- Výkon pohonné jednotky: 1 050 shp (783 kW)

### Výkony
- Maximální rychlost: 318 km/h (198 mph)[4]
- Cestovní rychlost: 241 km/h (150 mph)
- Dolet: 965 km (600 mil)[4]
- Stoupavost: 3,3 m/s (650 stop za minutu)[4]